# Oxim

Generell struktur för en aldoxim och en ketoxim.

Oximer är derivat av aldehyder och ketoner och fås ur dessa genom deras kondensation med hydroxylamin. Oximers generella formel är R1R2C=NOH. Beroende på om R2 är ett väte sägs oximen vara en aldoxim, och om R2 är ett kol sägs oximen vara en ketoxim.
Namnet kommer från sammandragningen oxygeniumimid.
Två stereoisomerer av oximer (då R1 ≠ R2) förekommer, dessa kallas syn (Z) och anti (E) liknade cis-trans-isomerin hos alkener.

## Framställning
Den viktigaste metoden för framställning av oximer är som nämnts ovan genom att en aldehyd/keton reagerar med hydroxylamin under avspjälkning av vatten. 
R1R2C=O + H2NOH → R1R2C=NOH + H2O
Reaktionen är pH-beroende och brukar fungera bäst vid pH ~4. Oximer kan även framställas genom oxidation av primära aminer med hjälp av Caros syra (H2SO5) och andra oxidationsmedel.

## Syntes
Oximer reduceras lätt till motsvarande aminer med till exempel litiumaluminiumhydrid eller genom hydrogenering. Dehydratisering av aldoximer (vanligen med Ac2O) ger motsvarande nitril. Oximer ingår som en viktig intermediär i Berckmannomlagringen; där en aldehyd/keton bildar motsvarande oxim genom kondensation med hydroxylamin, denna omlagras därpå under inverkan av en syra till motsvarande amid.